# Saison 1 de Body of Proof
Chronologie
Saison 2
Cet article présente le guide des épisodes de la première saison de la série télévisée américaine Body of Proof.

## Généralités
Cette première saison est composée de neuf épisodes au lieu des treize initialement prévus.
Plusieurs pays ont diffusé la série avant le pays créateur d'origine :
- En Italie, la série a été diffusée en avant-première mondiale pour tous les épisodes de cette saison, du 25 janvier 2011 au 19 avril 2011 sur Fox Life (Italian TV channel) (en);
- En Russie, à partir du 7 février 2011 sur Perviy Kanal ;
- En Pologne, à partir du 23 février 2011 sur Fox Life Polska ;
- Aux États-Unis, la série a été diffusée à partir du 29 mars 2011[1] sur le réseau ABC.

La diffusion francophone est prévue ainsi :
- En Belgique, depuis le 8 novembre 2011 sur RTL-TVI[2] et s'est terminée le 6 décembre 2011.
- En France, depuis le 8 décembre 2011 sur Canal+[3] et depuis le 14 mars 2013 sur M6.
- Au Québec, à partir du 7 février 2012 sur Séries+
- En Suisse, à partir du 30 mars 2012 sur TSR1[4].

### Synopsis
Le Dr Megan Hunt était une neurochirurgienne reconnue jusqu'à ce qu'un accident de voiture ne vienne arrêter sa carrière. Maintenant qu'elle ne peut plus venir en aide aux vivants, elle est la plus célèbre des médecins légistes de Philadelphie. Mais bien qu'elle fasse un travail incroyable, sa réputation d'être difficile à contrôler la précède où qu'elle aille. Il n'y a pas de limite qu'elle ne franchirait pas.
Son patron tente de la protéger tant qu'elle ne va pas trop loin. Bien qu'il reconnaisse à contrecœur son talent, l'inspecteur Bud Morris n'est pas un grand fan de ses méthodes.
Heureusement, le Dr Hunt a ses admirateurs. Son assistant lui fait entièrement confiance et son partenaire d'enquête, le légiste Peter Dunlap, accepte ses méthodes peu orthodoxes. Il est le seul à savoir qu'elle cache un sentiment de culpabilité. Avant d'abandonner la neurochirurgie, le Dr Hunt a accidentellement tué son dernier patient. Si l'on ajoute à cela le divorce qui s'est ensuivi et son ex qui a obtenu la garde de leur fille, on découvre la triste vie sociale de la médecin légiste.

## Distribution de la saison

### Acteurs principaux
- Dana Delany (VF : Marine Jolivet) : Dr Megan Hunt (9/9)
- Nicholas Bishop (VF : Boris Rehlinger) : Peter Dunlop (9/9)
- Jeri Ryan (VF : Malvina Germain) : Dr Kate Murphy (9/9)
- John Carroll Lynch (VF : Marc Alfos) : lieutenant Bud Morris (6/9)
- Sonja Sohn (VF : Laëtitia Lefebvre) : lieutenant Samantha Baker (8/9)
- Geoffrey Arend (VF : Philippe Bozo) : Dr Ethan Gross (9/9)
- Windell D. Middlebrooks (VF : Jean-Paul Pitolin) : Dr Curtis Brumfield (9/9)

### Acteurs récurrents
- Jeffrey Nordling (VF : Michel Dodane) : Todd Fleming, ex-mari de Megan
- Mary Matilyn Mouser (VF : Camille Timmerman) : Lacey Fleming, fille de Megan
- Joanna Cassidy (VF : Pauline Larrieu) : le juge Joan Hunt, mère de Megan

### Invités
- Joseph Sikora (VF : Alexandre Gillet) : Tom Hanson
- Sam Robards (VF : Bernard Lanneau) : Bradford Paige
- Barry Shabaka Henley (VF : Benoît Allemane) : Al Chapman
- Brian J. White (VF : Serge Faliu) : Brian Hall
- Christina Hendricks (VF : Julie Turin) : Jessica / Karen Archer
- Carolyn McCormick (en) : Gwen Baldwin
- Jill Eikenberry : Lillian Parkson
- Milena Govich : Mindy Harbinson
- Sherri Saum (VF : Dorothée Jemma) : Nina Wheeler
- Tony Plana : Armando Rosas
- Yaya DaCosta (VF : Ingrid Donnadieu) : Holly Bennett
- Zach McGowan (VF : Serge Thiriet) : Vincent Stone
- Molly Price : Jen Russell
- Tobias Segal (en) (VF : Donald Reignoux) : Sean Wilcox
- Nadia Dajani (VF : Brigitte Virtudes) : Lauren Matthews
- Eric Sheffer Stevens (en) : Bill Parkson
- Erica McDermott (en) : Officer
- Meta Golding (VF : Géraldine Asselin) : Nancy Follett
- Bruce Altman : Dr Howard Karasunis
- Neal Bledsoe (VF : Cédric Dumond) : Stephen Burkett
- John Magaro (VF : Hervé Grull) : Chuck Foster

## Liste des épisodes

### Épisode 1:La Preuve par le corps
- Italie : 25 janvier 2011 sur Fox Life Italia
- Russie : 7 février 2011 sur Perviy Kanal
- Pologne : 23 février 2011 sur Fox Life Polska
- États-Unis /  Canada : 29 mars 2011 sur ABC[1] / Citytv[5]
- Belgique : 8 novembre 2011 sur RTL-TVI[2],[6]
- France : 
  - 8 décembre 2011 sur Canal+[3],[7]
  - 14 mars 2013 sur M6
- Québec : 7 février 2012 sur Séries+
- Suisse : 30 mars 2012 sur RTS Un[4]

- États-Unis : 13,942 millions de téléspectateurs[8] (première diffusion)

- Jeffrey Nordling (Todd Fleming)
- Mary Mouser (Lacey)
- Sam Robards (Bradford Paige)
- Alice Barrett Mitchell (Jill Paige)
- Bruce Altman (Dr. Howard Karasunis)
- Jeremiah Kissel (Dr. Simon Ferrell)
- Heather Arthur (Angela Swanson)
- Joseph Sikora (Tom Hanson)
- Bruce MacVittie (Mr. Swanson)
- Nancy Villone (Mrs. Swanson)
- Steven Lee Merkel (Carl Young)
- Martin Lee (assistant ME No. 1)
- Molly Schreiber (assistant ME No. 2)
- Tyler Peck (receptionist)

### Épisode 2:Lâcher prise
- Italie : 1er février 2011 sur Fox Life Italia
- États-Unis : 3 avril 2011 sur ABC
- Belgique : 8 novembre 2011 sur RTL-TVI[2]
- France : 
  - 8 décembre 2011 sur Canal+[7]
  - 14 mars 2013 sur M6
- Québec : 14 février 2012 sur Séries+
- Suisse :

- États-Unis : 8,49 millions de téléspectateurs[9] (première diffusion)

- Mary Mouser (Lacey Fleming)
- Barry Shabaka Henley (Al Chapman)
- Brian J. White (Brian Hall)
- Sherri Saum (Nina Wheeler)
- Brenda Pressley (Laura Chapman)
- Zakiya Cook (Linda Chapman)
- Chance Kelly (Gary Miller)
- Steven DeMarco (Dave Piaseki)
- Johnny Hopkins (Lonny Reed)
- Alex Candese (Eric Singleton)
- Albert M. Chan (lab tech)
- Alex Winston (uniform)

### Épisode 3:Une main tendue
- Italie : 8 février 2011 sur Fox Life Italia
- États-Unis : 5 avril 2011 sur ABC
- Belgique : 15 novembre 2011 sur RTL-TVI[6]
- France : 
  - 15 décembre 2011 sur Canal+[7]
  - 14 mars 2013 sur M6
- Québec : 21 février 2012 sur Séries+
- Suisse :

- États-Unis : 11,15 millions de téléspectateurs[10] (première diffusion)

- Yaya DaCosta (Holly Bennett)
- Edoardo Ballerini (Jeremy Nichols)
- Tony Plana (Armando Rosas)
- Charise Castro Smith (Elena Rosas)
- Zach McGowan (Vincent Stone)
- Tobias Segal (en) (Sean Wilcox)
- Sara Christie (nurse)

### Épisode 4:En plusieurs morceaux
- Italie : 15 février 2011 sur Fox Life Italia
- États-Unis : 12 avril 2011 sur ABC
- Belgique : 15 novembre 2011 sur RTL-TVI[6]
- France : 
  - 15 décembre 2011 sur Canal+[7]
  - 14 mars 2013 sur M6
- Québec : 28 février 2012 sur Séries+
- Suisse :

- États-Unis : 11,06 millions de téléspectateurs[11] (première diffusion)

- Mary Mouser (Lacey Fleming)
- Tom Pelphrey (Dean Avery)
- Abigail Hawk (Jenny Avery)
- Pun Babdhu (James Ling)
- Li Jun Li (Mira Ling)
- Matthew James Cogswell (Cole O'Donnell)
- Kathy Searle (Irina Tomislava / Jasmina Ruchik)
- Kelly Aucoin (Mike Walsh)
- Gary Galone (David)
- Cindy Lentol (Wendy)
- Cory Scott (CSU tech)

### Épisode 5:Condamné
- Italie : 22 février 2011 sur Fox Life Italia
- États-Unis : 19 avril 2011 sur ABC
- Belgique : 22 novembre 2011 sur RTL-TVI[6]
- France : 
  - 22 décembre 2011 sur Canal+[7]
  - 21 mars 2013 sur M6
- Québec : 6 mars 2012 sur Séries+
- Suisse :

- États-Unis : 11,37 millions de téléspectateurs[12] (première diffusion)

- Carolyn McCormick (Gwen Baldwin)
- Marc Blucas (Dr Mark Chandler)
- Milena Govich (Mindy Harbison)
- Meta Golding (Nancy Follett)
- Christina Hendricks (Karen Archer)

### Épisode 6:Fashion victime
- Italie : 1er mars 2011 sur Fox Life Italia
- États-Unis : 26 avril 2011 sur ABC
- Belgique : 22 novembre 2011 sur RTL-TVI[6]
- France : 
  - 22 décembre 2011 sur Canal+[7]
  - 21 mars 2013 sur M6
- Québec : 13 mars 2012 sur Séries+
- Suisse :

- États-Unis : 11,86 millions de téléspectateurs[13] (première diffusion)

- Joanna Cassidy (Judge Joan Hunt)
- Dan Shaked (Timmy Akers)
- Neal Bledsoe (Stephen Burkett)
- Christopher Durham (Brendan Cavanaugh)
- Robert Walsh (Colin Lloyd)
- Nadia Dajani (Lauren Matthews)
- Richard Donelly (Jim Pollato)
- Phyllis Kay (Suzanne Pollato)
- Mam Smith (Daphne Zimmer)
- Lisa Yuen (Officer Spates)

### Épisode 7:Des secrets bien gardés
- Italie : 8 mars 2011 sur Fox Life Italia
- États-Unis : 3 mai 2011 sur ABC
- Belgique : 29 novembre 2011 sur RTL-TVI[6]
- France : 
  - 29 décembre 2011 sur Canal+[7]
  - 21 mars 2013 sur M6
- Québec : 20 mars 2012 sur Séries+
- Suisse :

- États-Unis : 10,23 millions de téléspectateurs[14] (première diffusion)

- Mary Mouser (Lacey Fleming)
- Jeffrey Nordling (Todd Fleming)
- Lou Sumrallas (Jake Benjamin)
- Jay Klaitz (Neal Kendall)
- Dave Shumbris (Ed Russell)
- Molly Price (Jane Russell)
- Jake O'Connor (Mike Russell)
- Carlos Apostle (Manny Santos)
- Tim Devlin (Tim Scanlan)
- Anna Friedman (Betsy)
- Teresa Celentano (Sarah)
- Kennedy Reilly-Pugh (police officer)

### Épisode 8:Secrets enfouis
- Italie : 15 mars 2011 sur Fox Life Italia
- États-Unis : 10 mai 2011 sur ABC
- Belgique : 29 novembre 2011 sur RTL-TVI[6]
- France : 
  - 29 décembre 2011 sur Canal+[7]
  - 28 mars 2013 sur M6
- Québec : 27 mars 2012 sur Séries+
- Suisse :

- États-Unis : 10,109 millions de téléspectateurs[15] (première diffusion)

- Joanna Cassidy (Joan Hunt)
- Rebecca Blumhagen (Lessy Adler)
- Meg Steedle (Heather Clayton)
- James Colby (Coach Hal Davis)
- Thomas Schall (Professor Jack Elliott)
- John Magaro (Chuck Foster)
- Diane Guerrero (Sara Gonzales)
- Victor Cruz (Victor Ramos)
- Fátima Ptacek (Becky Salerno)
- Kathryn Meisle (Helen Salerno)
- Derek Russo (Joe Salerno)
- Claire Natale (Ella Sherman)
- Erica McDermott (en) (uniform)

### Épisode 9:Détournement de dons
- Italie : 22 mars 2011 sur Fox Life Italia
- États-Unis : 17 mai 2011 sur ABC
- Belgique : 6 décembre 2011 sur RTL-TVI
- France : 
  - 5 janvier 2012 sur Canal+[7]
  - 28 mars 2013 sur M6
- Québec : 3 avril 2012 sur Séries+
- Suisse :

- États-Unis : 10,33 millions de téléspectateurs[16] (première diffusion)

- Jill Eikenberry (Lillian Parkson)
- Jeffrey Nordling (Todd Fleming)
- Mary Mouser (Lacey Fleming)
- Jo Armeniox (Sara Parkson)
- Eric Sheffer Stevens (Bill Parkson)
- Charlie Semine (Shane Rinaldi)